# (7319) Katterfeld
(7319) Katterfeld es un asteroide perteneciente al cinturón de asteroides, descubierto el 24 de septiembre de 1976 por Nikolái Stepánovich Chernyj desde el Observatorio Astrofísico de Crimea (República de Crimea).

## Designación y nombre
Designado provisionalmente como 1976 SA6. Fue llamado así en honor de Gennady Nikolaevich Katterfeld (n. 1927), geólogo y planetólogo de San Petersburgo, autor de investigaciones sobre la Tierra, la Luna, Mercurio y Marte, además de especialista en historia de la ciencia y la cultura.

## Características orbitales
Katterfeld está situado a una distancia media del Sol de 2,246 ua, pudiendo alejarse hasta 2,488 ua y acercarse hasta 2,005 ua. Su excentricidad es 0,107 y la inclinación orbital 2,559 grados. Emplea 1229,79 días en completar una órbita alrededor del Sol.

## Características físicas
La magnitud absoluta de Katterfeld es 13,88. 